# اسكيكت (تاليوان)
اسكيكت هو دُوَّار يقع بجماعة المنصورة، إقليم شفشاون، جهة طنجة تطوان الحسيمة في المملكة المغربية. ينتمي الدوّار لمشيخة تاليوان التي تضم 3 دواوير. يقدر عدد سكانه بـ 372 نسمة حسب الإحصاء الرسمي للسكان والسكنى لسنة 2004.

## روابط خارجية
- البوابة الوطنية للجماعات الترابية
- المندوبية السامية للتخطيط